# Fimbristylis subaphylla
Fimbristylis subaphylla är en halvgräsart som beskrevs av Johann Otto Boeckeler. Fimbristylis subaphylla ingår i släktet Fimbristylis och familjen halvgräs. Inga underarter finns listade i Catalogue of Life.